# Torneo Sei Nazioni 1994
L'edizione 1994 del Torneo Sei Nazioni fu la prima edizione di questo torneo di hockey su ghiaccio per squadre di club.
Prese il posto dell'Alpenliga, che divenne uno dei gironi della competizione.

## Formula
Nella prima edizione, le 29 squadre partecipanti furono divise in quattro gironi: Lega Atlantica (a sette squadre, con compagini olandesi, francesi e danesi), Lega Alpina (a otto squadre con le restanti compagini francesi, le italiane di Lombardia e Val d'Aosta ed una austriaca), Lega Danubiana (a sei squadre, con le slovene e parte delle austriache) e Lega Adriatica (a otto squadre, con le restanti italiane ed austriache). Le prime due classificate di ogni girone erano qualificate ai due gironi di semifinale (da quattro squadre ciascuno), i vincitori dei quali si sfidarono in finale.
Le prime due classificate di ogni girone hanno poi disputato la semifinale, disputata in due gironicini da 4 squadre ciascuna. Nel gruppo A avrebbero dovuto avere accesso le prime classificate di Lega Atlantica e Lega Adriatica e le seconde classificate degli altri due gironi, mentre nel gruppo B le prime classificate di Lega Alpina e Lega Danubiana e le seconde classificate degli altri due gironi.
Le vincitrici dei due gironcini di semifinale si sono scontrate, con gara di andata e ritorno, nella finale.

## Gironi

### Lega Atlantica
|    | Club                 | PG | V  | N | P  | GF | GS | Pt. |
| -- | -------------------- | -- | -- | - | -- | -- | -- | --- |
| 1. | Dragons de Rouen     | 12 | 12 | 0 | 0  | 83 | 30 | 24  |
| 2. | Tilburg Trappers     | 12 | 7  | 1 | 4  | 82 | 44 | 15  |
| 3. | Geleen Smoke Eaters  | 10 | 6  | 0 | 4  | 44 | 37 | 12  |
| 4. | Hockey Club de Reims | 12 | 5  | 2 | 5  | 45 | 58 | 12  |
| 5. | Herning IK           | 12 | 4  | 4 | 4  | 41 | 43 | 12  |
| 6. | Gothiques d’Amiens*  | 12 | 3  | 0 | 9  | 26 | 80 | 5   |
| 7. | Esbjerg IK           | 12 | 1  | 1 | 10 | 38 | 67 | 3   |

* Un punto di penalizzazione

### Lega Alpina
|    | Club                 | PG | V  | N | P  | GF | GS  | Pt. |
| -- | -------------------- | -- | -- | - | -- | -- | --- | --- |
| 1. | HC Courmaosta        | 14 | 11 | 1 | 2  | 86 | 21  | 23  |
| 2. | VEU Feldkirch        | 14 | 11 | 0 | 3  | 86 | 21  | 22  |
| 3. | AS Varese Hockey     | 14 | 9  | 1 | 4  | 59 | 33  | 19  |
| 4. | HC Devils Milano     | 14 | 7  | 3 | 4  | 79 | 52  | 17  |
| 5. | Chamonix Hockey Club | 14 | 5  | 2 | 7  | 53 | 66  | 12  |
| 6. | HC Milano Saima      | 14 | 4  | 2 | 8  | 50 | 73  | 10  |
| 7. | CSG Grenoble         | 14 | 4  | 1 | 9  | 43 | 66  | 9   |
| 8. | BJ Briancon          | 14 | 0  | 0 | 14 | 43 | 139 | 0   |

### Lega Danubiana
|    | Club                  | PG | V | N | P | GF | GS | Pt. |
| -- | --------------------- | -- | - | - | - | -- | -- | --- |
| 1. | EC Graz               | 10 | 9 | 1 | 0 | 43 | 24 | 19  |
| 2. | HK Celje              | 10 | 6 | 2 | 2 | 30 | 23 | 14  |
| 3. | HK Olimpija Ljubljana | 10 | 6 | 1 | 3 | 48 | 25 | 13  |
| 4. | HK Sportina Bled      | 10 | 3 | 0 | 7 | 25 | 37 | 6   |
| 5. | CE Wien               | 10 | 2 | 0 | 8 | 19 | 37 | 4   |
| 6. | SV Kapfenberg         | 10 | 2 | 0 | 8 | 29 | 48 | 4   |

### Lega Adriatica
|    | Club               | PG | V  | N | P  | GF | GS | Pt. |
| -- | ------------------ | -- | -- | - | -- | -- | -- | --- |
| 1. | HC Bolzano         | 14 | 12 | 2 | 0  | 80 | 39 | 26  |
| 2. | EC Villacher SV    | 14 | 11 | 2 | 1  | 59 | 27 | 24  |
| 3. | EC Klagenfurter AC | 14 | 7  | 3 | 4  | 87 | 43 | 17  |
| 4. | HK Jesenice        | 14 | 8  | 0 | 6  | 71 | 54 | 16  |
| 5. | HC Alleghe         | 14 | 5  | 0 | 9  | 48 | 74 | 10  |
| 6. | SHC Fassa          | 14 | 3  | 2 | 9  | 48 | 74 | 8   |
| 7. | HC Gardena         | 14 | 3  | 1 | 10 | 47 | 90 | 7   |
| 8. | HC Brunico         | 14 | 1  | 2 | 11 | 40 | 98 | 4   |

## Semifinali
L'EC Graz (primo nella Lega Danubiana) e i Tilburg Trappers (secondo nella Lega Atlantica) diedero forfait, e furono sostituiti rispettivamente dall'AS Mastini Varese e dall'EC Klagenfurter AC.
Inoltre, per consentire all'HC Bolzano di organizzare uno dei due gironi, gli altoatesini si scambiarono di posto con il Klagenfurt.

### Gruppo A
Disputato a Rouen.
|    | Club               | PG | V | N | P | GF | GS | Pt. |
| -- | ------------------ | -- | - | - | - | -- | -- | --- |
| 1. | Dragons de Rouen   | 3  | 2 | 1 | 0 | 18 | 8  | 5   |
| 2. | EC Klagenfurter AC | 3  | 2 | 0 | 1 | 16 | 18 | 4   |
| 3. | VEU Feldkirch      | 3  | 1 | 1 | 1 | 19 | 12 | 3   |
| 4. | HK Celje           | 3  | 0 | 0 | 3 | 9  | 24 | 0   |

### Gruppo B
Disputato a Bolzano.
|    | Club             | PG | V | N | P | GF | GS | Pt. |
| -- | ---------------- | -- | - | - | - | -- | -- | --- |
| 1. | HC Bolzano       | 3  | 3 | 0 | 0 | 14 | 5  | 6   |
| 2. | AS Varese Hockey | 3  | 2 | 0 | 1 | 14 | 7  | 4   |
| 3. | HC Courmaosta    | 3  | 1 | 0 | 2 | 4  | 8  | 2   |
| 4. | EC Villacher SV  | 3  | 0 | 0 | 3 | 3  | 15 | 0   |

## Finale

### Andata
| Rouen 6 dicembre 1994 | Dragons de Rouen | 5 – 7 (1:1, 3:1; 1:5) | HC Bolzano | Patinoire L'île Lacroix |
| \| \| \| \| \| Fournier (Jalonen, Pajonkowski) 12'41" Fournier (Pajonkowski, Jalonen) 29'42" De Benedictis (Woodburn) 31'30" Poudrier (Lemoine, Jalonen) 37'06" Fournier (Pajonkowski, Jalonen) 55'45" \| Marcatori \| 10'38" Pasin (Ramoser) 24'51" Pasin (Jágr) 47'08" Zarrillo (Jágr, Giacomin) 52'36" Pasin 53'53" Zarrillo (Jágr) 55'29" Pasin (Jágr) 55'59" Zarrillo (Jágr) \| |                  | |            |                         |
| |                  | |            |                         |
| Fournier (Jalonen, Pajonkowski) 12'41" Fournier (Pajonkowski, Jalonen) 29'42" De Benedictis (Woodburn) 31'30" Poudrier (Lemoine, Jalonen) 37'06" Fournier (Pajonkowski, Jalonen) 55'45" | Marcatori        | 10'38" Pasin (Ramoser) 24'51" Pasin (Jágr) 47'08" Zarrillo (Jágr, Giacomin) 52'36" Pasin 53'53" Zarrillo (Jágr) 55'29" Pasin (Jágr) 55'59" Zarrillo (Jágr) |            |                         |

### Ritorno
| Bolzano 8 dicembre 1994 | HC Bolzano | 5 – 3 (1:1, 2:1; 2:1)                                                                    | Dragons de Rouen | Palaonda |
| \| \| \| \| \| Jágr (Rosati, Alderucci) 15'45" Doyon (Zarrillo, Jágr) 23'16" Zarrillo (Pasin) 23'44" Jágr (Zarrillo, Pasin) 40'17" Pasin (Jágr, Zarrillo) 44'50" \| Marcatori \| 10'56" De Benedictis (Perez) 34'23" Jalonen (Poudrier) 53'30" Zytynsky (Babin, Lemarque) \| |            |                                                                                          |                  |          |
| |            |                                                                                          |                  |          |
| Jágr (Rosati, Alderucci) 15'45" Doyon (Zarrillo, Jágr) 23'16" Zarrillo (Pasin) 23'44" Jágr (Zarrillo, Pasin) 40'17" Pasin (Jágr, Zarrillo) 44'50" | Marcatori  | 10'56" De Benedictis (Perez) 34'23" Jalonen (Poudrier) 53'30" Zytynsky (Babin, Lemarque) |                  |          |

L'Hockey Club Bolzano vinse il torneo.